# Jimmy Kébé
Jimmy Boubou Kébé (Vitry-sur-Seine, Francia, 19 de enero de 1984), futbolista maliense, de origen francés. Juega de volante y su actual equipo es el Leeds United de la Football League Championship de Inglaterra, esta a préstamo del Crystal Palace. 

## Selección nacional
Ha sido internacional con la Selección de fútbol de Malí, ha jugado 3 partidos internacionales.

## Clubes
| Club                    | País       | Año       |
| ----------------------- | ---------- | --------- |
| RC Lens                 | Francia    | 2002-2006 |
| LB Châteauroux          | Francia    | 2006-2007 |
| US Boulogne             | Francia    | 2007-2008 |
| Reading FC              | Inglaterra | 2008-2013 |
| Crystal Palace          | Inglaterra | 2013-     |
| Leeds United (préstamo) | Inglaterra | 2014      |

## Palmarés

### Campeonatos nacionales
| Título                       | Club       | País       | Año  |
| ---------------------------- | ---------- | ---------- | ---- |
| Football League Championship | Reading FC | Inglaterra | 2012 |